# Dysaethria lunulimargo
Dysaethria lunulimargo är en fjärilsart som beskrevs av Holloway 1998. Dysaethria lunulimargo ingår i släktet Dysaethria och familjen Uraniidae. Inga underarter finns listade i Catalogue of Life.